# Бонакоса Бори
Бонакоса/Бонакоза/Бонакоста Бори (на италиански: Bonacossa Borri, detta anche Bonacosa, Bonaccossa o Bonacosta; * 1254, Милано, Сеньория Милано; † 13 януари 1321, пак там), е чрез брак господарка на Милано (1294 – 1302 и 1311 – 1321).

## Произход
Тя е дъщеря на Скуарчино Бори (* 1230, † 1277), известен също като Скарсино, лидер на благородниците, изгонени от Милано при идването на рода Дела Торе, и много верен поддръжник на семейство Висконти, и на Антония (* 1236), дъщеря на Гулиелмо I де Суавис (Соави), за която се жени през 1254 г. Сем. Бори, произхождаща от комуна Санто Стефано Тичино, на която е била феодал заедно с някои земи в близката Корбета, е една от най-уважаваните в района на Милано и също така се хвали сред своите редици със светец Свети Мона, епископ на епископската катедра на Милано.

## Биография
Поради важността на семейството ѝ и горепосочените връзки, които са от основно значение за поддържането на властта на Висконти, след като те завладяват Сеньория Милано, Бонакоса е дадена за жена от баща си на Матео I Висконти, господар на Милано, през 1269 г. Тя е неговата втора жена и му ражда десет деца.
Със съпруга си е съоснователка на параклиса „Сан Томазо“ в църквата „Сант Еусторджио“ в Милано, където са погребани освен тях двамата, и братът на Матео, Умберто III Висконти, и някои от децата им – Стефано, Беатриче и Катерина.
Умира в Милано на 13 януари 1321 г. на около 67-годишна възраст.

## Брак и потомство
∞ август 1269 за Матео I Висконти (* 15 август 1250, Инворио; † 24 юни 1322, Крешенцаго, Милано) от фамилията Висконти, капитан на народа и фактически сеньор на Милано (1287 − 1302), граф на Милано (1311 – 1322), имперски викарий за Ломбардия (1297 – 1317), от когото има пет сина и пет дъщери:
- Галеацо I Висконти (* 21 януари 1277; † 6 август 1328, Пеша), господар на Милано (1322 – 5 юли 1327), подест на Новара (1298 – 99); ∞ 24 юни 1300 за Беатриче д'Есте († 15 септември 1334), от която има един син (наследникът му Ацо Висконти (1329 –1339)) и една дъщеря; има и една извънбрачна дъщеря;
- Марко Висконти, нар. Балатроне (* ок. 1289; † убит 30 юни 1329, Лука), подест на Алесандрия (1310), политик и кондотиер, господар на Розате и на Лука (15 април – 30 юни 1329);
- Джовани Висконти (* 1290; † 5 октомври 1354), епископ на Новара (1332), архиепископ на Милано от 1339, съгосподар на Милано (1349 – 1554) с брат си Лукино Висконти, господар на Генуа (1352), господар на Болоня и Новара (1353), има две извънбрачни деца;
- Лукино Висконти (* 1292; † 24 януари 1349, Милано), съгосподар на Милано с брат му Джовани (1339 – 1349), господар на Павия (1315), 1. ∞ 1315 за Виоланта от Салуцо, дъщеря на маркграфа на Салуцо Томазо I. Бездетен, скоро остава и вдовец.[1] 2. ∞ 1318 за Катерина Спинола († 1319), дъщеря на Оберто Спинола, от която няма деца; 3. ∞ за Изабела Фиески († сл. 1331), дъщеря на Карло Фиески – капитан на народа и патриций на Генуа и на съпругата му Теодора, и племенница на папа Адриан V, от която има една дъщеря и един или двама сина-близнака:
- Стефано Висконти (* 1288, Милано, † 4 юли 1337, пак там), господар на Арона (1325), ∞ 1318 за Валентина Дория (* 1290; † 1359, Милано), дъщеря на Бернабо Висконти – господар на Сасело и Логодуро, и патриций на Генуа, имат четирима сина;
- Катерина Висконти (* 1282; † 1311), ∞ 1298 за Албоино I дела Скала († 28 октомври 1311, Верона), господар на Верона;
- Дзакарина Висконти (* 1295; † 1328), ∞ за Франкино Руска, господар на Комо;
- Флорамонда Висконти († 1321), ∞ за Гуидо Мандели, граф на Маканьо Империале;
- Аниезе Висконти, ∞ Чекино дела Скала († 1325);
- Беатриче Висконти (* ок. 1280), ∞ за Спинета Маласпина († 1352, Фосдиново), маркиз на Верукола

- Матео I Висконти, 
съпруг
- Галеацо I, 
син
- Марко (Балатроне), 
син
- Джовани,
 син
- Лукино,
 син
- Стефано,
 син